# Liste de festivals de cinéma
Cette page dresse la liste des principaux festivals de cinéma, classés par pays.

## A
- Haut – A
- B
- C
- D
- E
- F
- G
- H
- I
- J
- K
- L
- M
- N
- O
- P
- Q
- R
- S
- T
- U
- V
- W
- X
- Y
- Z

### Algérie
- Annaba : Festival du film méditerranéen d'Annaba
- Batna : Festival international du film Imedghassen
- Oran : Festival international du film arabe d'Oran
- Relizane : Festival international du film documentaire Sidi M'hamed Benaouda

### Albanie
- Tirana :
  - Festival international du film de Tirana (TIFF, en novembre)
  - International Human Rights Film Festival Albania (IHRFFA, en mars)

### Allemagne
- Berlin :
  - Berlinale, en février
  - Directors Lounge, en février
  - Venus Awards remplacés par les Eroticline Awards
- Biberach an der Riß/Riss : Festival du film indépendant de Biberach (de), en octobre/novembre
- Emden & Norderney : Festival international du film d'Emden-Norderney
- Francfort-sur-le-Main : Festival international du Film Pour Enfants « Lucas », en septembre.
- Fribourg : Freiburger Film Forum
- Göttingen : German International Ethnographic Film Festival
- Hambourg : 
  - Festival International du Cinéma Libre, fin août
  - Festival du film de Hambourg
- Hof-sur-Saale: Internationale Hofer Filmtage
- Landau in der Pfalz : Festival international du Court Métrage à Landau
- Leipzig : Festival international du film documentaire et du film d'animation de Leipzig ou DOK Leipzig, fin octobre
- Ludwigsbourg : NaturVision, Festival International du Films de Nature, Animaux & Environnement, en juillet
- Oberhausen : Festival international du court métrage d'Oberhausen, en mai
- Oldenbourg : Festival international du film d'Oldenbourg
- Passau : CrankCookieKurzfilmtage
- Wurtzbourg : Week-end international du film de Wurtzbourg (de)

### Arabie saoudite
- Djeddah : Festival international du film de la Mer Rouge

### Argentine
- Buenos Aires
  - BAFICI ou Festival international du cinéma indépendant de Buenos Aires, en avril
  - Doc Meeting Argentina ou Festival de documentaires qui réunit professionnels du genre, en septembre
  - Festival du film pour enfants et pour la jeunesse de Buenos Aires
- Mar del Plata : Festival international du film de Mar del Plata en novembre
- Córdoba : Festival international d'animation de Córdoba – ANIMA

### Arménie
- Erevan : Festival international du film d'Erevan, en juillet

### Autriche
- Graz : Diagonale, en mars
- Innsbruck : Film Festival Innsbruck (IFFI)
- Linz: Crossing Europe Festival
- Vienne :
  - Festival du film juif de Vienne (de)
  - Vienna Independent Shorts
  - Festival international du film de Vienne
  - Festival du film francophone (FFF)
  - Ethnocineca

## B
- Haut – A
- B
- C
- D
- E
- F
- G
- H
- I
- J
- K
- L
- M
- N
- O
- P
- Q
- R
- S
- T
- U
- V
- W
- X
- Y
- Z

### Belgique
- Anvers :
  - Cinémaf - festival de film africain
  - European Youth Film Festival of Flanders
- Bruges :
  - Cinema Novo
  - European Youth Film Festival of Flanders
  - Razorreel Film Festival
- Bruxelles :
  - BAFF - Brussels Art film Festival
  - Festival international du film de Bruxelles
  - be film festival, vise à unir les productions du Nord et du Sud du pays
  - Festival Cinéma méditerranéen
  - Festival des cinémas africains, Afrique taille XL
  - Festival du court-métrage de Bruxelles
  - Festival du dessin animé et du film d'animation de Bruxelles
  - Aflam du sud Festival du cinéma arabe de Bruxelles
  - Festival du film gay et lesbien de Bruxelles
  - Festival du film scientifique de Bruxelles
  - Festival du film européen de Bruxelles
  - Festival Elles Tournent
  - Festival international de l'érotisme de Bruxelles
  - Festival international du film fantastique de Bruxelles - BIFFF
  - Brussels Jewish International Film Festival
  - Festival international du film indépendant de Bruxelles
  - Festival « Itinéraires », au Botanique, Bruxelles, festival de film documentaire et de fiction latino-américain.
  - Filmer à tout prix (festival de documentaires)
  - Festival international du film documentaire Millenium
  - Pink Screens
  - Offscreen Film Festival
  - Festival Mondial des Cinémas Sauvages [1]
  - Festival Peliculatina
- Gand : Festival international du film de Flandre-Gand
- Huy : Festival Les Enfants Terribles
- Jodoigne pour les premières éditions, puis Perwez en 2011 : Le Festival du film social « Vivre debout », première édition en 2008,
- Knokke-le-Zoute : Festival international du cinéma expérimental de Knokke-le-Zoute dénommé aussi EXPRMNTL
- Liège :
  - Festival international du film de comédie de Liège
  - Festival international du film policier de Liège
  - 3D Stereo Media
  - Image Santé
- Mons : Festival international du film de Mons (FIFM)
- Namur :
  - Festival International Nature Namur (FINN)
  - Festival international du film francophone de Namur (FIFF)
- Seraing : Festival du court métrage "Caméras Citoyennes"
- Tournai : Ramdam, le Festival du film qui dérange
- Turnhout : Festival du film Open Doek
- Virton : Festival du film européen de Virton

### Bénin
- Cotonou : 
  - Lagunimages
  - Festival thématique de Films, de Documentaires et de Télévision du Bénin
  - Festival international des films de femmes de Cotonou
  - Festival international du Cinéma Numérique de Cotonou (FICNC)
- Ouidah : Festival international du film de Ouidah
- Porto-Novo et Cotonou : BeninDocs Festival International du Premier Film Documentaire

### Biélorussie
- Minsk : Listapad

### Bosnie-Herzégovine
- Banja Luka : 
  - Festival international du film de Banja Luka
  - Festival international du court métrage Kratkofil
  - Festival international du film d'animation de Banja Luka
- Sarajevo : Festival du film de Sarajevo (Sarajevo Film Festival - SFF)

### Brésil
- Balneário Camboriú : Festival CineramaBC
- Brasilia : Festival du film brésilien de Brasilia
- Goiás : Festival international du film sur l'environnement de Goiânia
- Gramado : Festival du film de Gramado
- Paulinia : Festival du film de Paulinia
- Recife : Festival du film de Recife
- Rio de Janeiro : Festival international du film de Rio de Janeiro
- São Paulo : Festival international du film de São Paulo

### Bulgarie
- In the Palace Festival international du court métrage (itinérant)
- Sofia : 
  - Festival international du film de Sofia
  - International Festival of Ethnographic Film

### Burkina Faso
- Ouagadougou : Festival panafricain du cinéma et de la télévision de Ouagadougou (Fespaco)

## C
- Haut – A
- B
- C
- D
- E
- F
- G
- H
- I
- J
- K
- L
- M
- N
- O
- P
- Q
- R
- S
- T
- U
- V
- W
- X
- Y
- Z

### Canada

#### Alberta
- Calgary
  - Calgary International Film Festival (en) ; date limite juin; festival septembre)
  - Calgary European Film Festival
  - Calgary Underground Film Festival (en)
- Edmonton : 
  - Dreamspeakers International Film Festival (en)
  - Festival international du film d'Edmonton (en)
  - Northwestfest (en)

#### Colombie-Britannique
- Vancouver
  - Festival international du film de Vancouver
  - DOXA Documentary Film Festival (en)
  - Rendez-vous du cinéma québécois et francophone

#### Manitoba
- Winnipeg : 
  - Cinémental, festival francophone de films du Manitoba
  - Gimme Some Truth Documentary Festival (en)

#### Nouveau-Brunswick
- Moncton : Festival international du cinéma francophone en Acadie (FICFA)

#### Nouvelle-Écosse
- Halifax : Atlantic Film Festival (en); date limite juin; festival septembre

#### Ontario
- Ottawa : Festival international du film d'animation d'Ottawa
- Sudbury : Cinéfest International de Sudbury (en)
- Toronto :
  - Cinéfranco
  - ImagineNative
  - Festival After Dark de Toronto
  - Festival de Toronto du court-métrage de la jeunesse (en)
  - Festival international du film de Toronto
  - Festival mondial du court-métrage de Toronto
  - Festival du cinéma et de la télévision brésilien de Toronto (pt) (BRAFFTV)
  - Hot Docs
  - North by Northeast

#### Québec
- Abitibi-Témiscamingue :
  - Festival du cinéma international en Abitibi-Témiscamingue (FCIAT)
  - Festival du documenteur de l'Abitibi-Témiscamingue (faux documentaires)
  - Folie-Ô-Skop (a pris fin en 2010)
  - Festival de cinéma des gens d'ici (a pris fin en 2016)

- Boucherville :
  - Festival de Courts-Métrages de Boucherville
- Gaspé : Vues sur mer (documentaire)
- Montréal : (Liste des festivals et événements à Montréal)
  - Festival de films francophones Cinemania
  - Festival Vues d'Afrique et Images Créoles
  - Festival Courts d'un soir
  - Festival FanTasia
  - Festival des films du monde de Montréal
  - Festival du film de Juste pour rire (anciennement Comedia)
  - Festival international du film de Montréal (1960-1967)
  - Festival du nouveau cinéma de Montréal, festival octobre
  - Festival international de films de Montréal (2005)
  - Festival international du film sur l'art (FIFA)
  - Festival International du film black de Montréal
  - Festival international de films romantiques de Montréal[2] (FIFRM) (inactif)
  - Festival Spasm
  - Festival STOP MOTION Montréal
  - Festivalissimo, festival culturel ibéro-latino-américain (1997-2012)
  - Festival de cinéma LesbienGaiBiTrans de Montréal
  - Les Rendez-vous Québec Cinéma (RVQC)
  - Les Sommets du cinéma d'animation
  - Otakuthon (anime et mangas)
  - Rencontres internationales du documentaire de Montréal (RIDM)
  - Festival Émergence (Festival du cinéma québécois émergent)
- Mont-Tremblant : Festival du Film Court de Mont-Tremblant - Inactif
- Percé (Gaspésie) :
  - Les Percéides - Festival international de cinéma et d'art de Percé
  - Grande rencontre des arts médiatiques en Gaspésie
- Québec :
  - Festival de cinéma des 3 Amériques de Québec (anciennement Images du nouveau monde) - Inactif
  - Festival du film étudiant de Québec
  - Festival de cinéma de la ville de Québec
  - Festival Vitesse Lumière (1997-2018)
- Rimouski : Carrousel international du film de Rimouski
- Rivière-du-Loup : Vues dans la tête de...
- Saguenay et Alma : Festival regard sur le court métrage au Saguenay
- Saint-Casimir : Festival de films pour l'environnement
- Saint-Séverin-en-Beauce : Festival du film de Saint-Séverin
- Sainte-Barbe : Festival International de Courts-Métrages d'Auteur et Narratif - Inactif
- Sherbrooke : Festival cinéma du monde de Sherbrooke

#### Saskatchewan
- Yorkton : Yorkton Film Festival (en)

#### Terre-Neuve-et-Labrador
- Saint-Jean de Terre-Neuve : 
  - St. John's International Women's Film Festival (en)
  - Nickel Film Festival (en)

#### Yukon
- Whitehorse : Available Light Film Festival (en)

### Chili
- Valdivia : Festival International du Film de Valdivia (en)

### Chine
- Hong Kong : Festival international du film de Hong Kong
- Hong Kong : Festival international du film asiatique de Hong Kong
- Pékin : Festival international du film de Pékin
- Shanghai : Festival international du film de Shanghai
- Multi-villes : Festival du cinéma chinois en France
- Multi-villes : Festival du film de femmes de Chine

### Colombie
- Bogota : Festival du film de Bogota, en septembre/octobre
- Carthagène: Festival international du film de Carthagène, en février-mars

### Corée du Nord
- Pyongyang : Festival international du film de Pyongyang

### Corée du Sud
- Jeonju : Festival international du film de Jeonju
- Pusan : Festival international du film de Busan

### Croatie
- Pula : Festival du film de Pula
- Motovun : Festival du film de Motovun
- Vukovar : Festival du film de Vukovar
- Zagreb : Festival du film de Zagreb

### Cuba
- Festival du film français de Cuba
- Festival international du nouveau cinéma latino-américain de La Havane
- Festival Internacional de Cine Pobre

## D
- Haut – A
- B
- C
- D
- E
- F
- G
- H
- I
- J
- K
- L
- M
- N
- O
- P
- Q
- R
- S
- T
- U
- V
- W
- X
- Y
- Z

### Danemark
- Copenhague : 
  - MIX Copenhagen
  - Sjón International Anthropological Film Festival
  - Festival international du film documentaire de Copenhague
  - Festival international du film de Copenhague
- Odense : Festival international du film d'Odense

## E
- Haut – A
- B
- C
- D
- E
- F
- G
- H
- I
- J
- K
- L
- M
- N
- O
- P
- Q
- R
- S
- T
- U
- V
- W
- X
- Y
- Z

### Égypte
- Le Caire
  - Festival international du film du Caire
- El Gouna
  - Festival du film d'El Gouna

### Équateur
- Quito : 
  - Encuentros del Otro Cine (en)
  - Equis, festival du film féministe

### Espagne
Almeria Western Film Festival 
- Barcelone :
  - Festival international de cinéma érotique de Barcelone
  - Festival internacional de cinema d'autor de Barcelona (D'A)
- Bilbao : Festival international du documentaire et du court-métrage de Bilbao - (es)
- A Coruña : Cormorán Film Fest
- Gijón : Festival international du film de Gijón
- Grenade : Cines del Sur
- Guía de Isora, à Tenerife : MiradasDoc - Festival international de cinéma documentaire
- Huelva : Festival de Cine Iberoamericano de Huelva
- Las Palmas de Gran Canaria : Festival international du film de Las Palmas de Gran Canaria (en)
- Malaga : Festival du cinéma espagnol de Malaga
- Orense : Festival de cinéma international d'Orense (es)
- Pampelune :
  - Festival Punto de Vista (es)
  - Festival de cinéma de Pampelune (es)
- Saint-Sébastien : Festival international du film de Saint-Sébastien
- Séville : Festival international du film de Séville (es)
- Sitges : Festival international du film de Catalogne
- Tarragone : Festival du court-métrage de l'Europe et de la Méditerranée (InCurt)
- Valence :
  - Mostra de Valence du cinéma méditerranéen
  - Festival international du Film Cinema Jove
- Valladolid : Festival international du film de Valladolid

### Estonie
- Tallinn : Festival du film Nuits noires de Tallinn
- Tartu : Maailmafilm, Festival of Visual Culture (World Film Festival)

### États-Unis
- Austin : Fantastic Fest
- Boston :
  - Festival du film africain de Boston (African Film Festival)
  - Festival du film iranien de Boston (Boston Festival of Films from Iran)
  - Festival du film français de Boston (Boston French Film Festival)
  - Festival du film gay et lesbien de Boston (Boston Gay & Lesbian Film)
  - Festival du film juif de Boston (en)
  - Human Rights Watch International Film Festival
  - Festival du film indépendant de Boston[pas clair]
  - Festival international du film de Boston
  - Festival du film de Boston
  - Roxbury - quartier de Boston : Festival du film de Roxbury (en)
- Chicago :
  - Festival international du film de Chicago (Chicago International Film Festival)
  - Festival du film d'horreur de Chicago
- Fort Lauderdale : Festival international du film de Fort Lauderdale
- Jackson (Wyoming) : Festival du film de vie sauvage de Jackson (en)
- Lake Placid : Lake Placid Film Festival
- Los Angeles :
  - AFI Fest ou Festival international du film de Los Angeles (AFI Los Angeles International Film Festival)
  - City of Lights, City of Angels festival du film français à Hollywood
  - Festival du film de Newport Beach
  - Festival du film de Los Angeles, anciennement Festival du film indépendant de Los Angeles (Los Angeles Independent Film Festival, LAIFF)
  - Outfest festival du cinéma gay et lesbien de Los Angeles
  - Festival du cinéma indien de Los Angeles (en)
  - Festival du film de Beverly Hills
- Louisville (Kentucky) : Lebowski Fest
- Madison (Wisconsin) : Festival du film du Wisconsin (en)
- Maui : Festival du film de Maui (en)
- Miami : Festival du film gay et lesbien de Miami
- Milwaukee : Festival du film de Milwaukee
- New York :
  - Festival du film LGBT de New York (en)
  - Festival du film de New York
  - Festival international du film des Hamptons
  - Festival du film de Tribeca
  - Festival du film de Chelsea
  - Rendez-Vous with French Cinema
  - Festival du cinéma asiatique de New York (en)
  - Another Experiment by Women Film Festival
- Newport (Rhode Island) : Festival international du film de Newport
- Palm Springs : Festival international du film de Palm Springs
- Park City : Festival du film de Slamdance (en)
- Pasadena : World Animation Celebration
- Philadelphie :
  - Philadelphia Film Festival
  - Festival du film indépendant de Philadelphie (en)
- Providence (Rhode Island) : Festival international du film de Rhode Island
- Richmond : Festival du film français de Richmond (en)
- San Francisco : Festival international du film de San Francisco
- San Francisco : French Cinema Now (en)
- San José (Californie) : Cinequest Film Festival (en)
- Sacramento : Festival du film français de Sacramento (Sacramento French Film Festival)
- Salt Lake City et Park City : Festival du film de Sundance (Sundance Film festival)
- Seattle : Festival international du film de Seattle
- Syracuse (New York) : B-Movie Film Festival
- Waldwick : Student World Impact Film Festival
- Waterville : Festival international du film du Maine (en)
- Woodstock : Festival du film de Woodstock (en)

## F
- Haut – A
- B
- C
- D
- E
- F
- G
- H
- I
- J
- K
- L
- M
- N
- O
- P
- Q
- R
- S
- T
- U
- V
- W
- X
- Y
- Z

### Finlande
- Espoo : Espoo Ciné (Festival international du film Espoo Ciné,
- Helsinki : Rakkautta ja Anarkiaa (fi) (Festival international du film d’Helsinki - Amour et anarchie,
- Oulu : Oulun musiikkivideofestivaalit (fi) (Festival musique vidéo d’Oulu,
- Sodankylä : Sodankylän elokuvajuhlat (Festival du film du soleil de minuit de Sodankylä,
- Tampere : Festival du film de Tampere
- Turku (avec projections à Helsinki, Jyväskylä, Oulu et Tampere) : Vinokino (Festival du film lesbien et gay,
- Savonlinna : SINFF[3] (Savonlinna International Nature Film Festival)

## G
- Haut – A
- B
- C
- D
- E
- F
- G
- H
- I
- J
- K
- L
- M
- N
- O
- P
- Q
- R
- S
- T
- U
- V
- W
- X
- Y
- Z

### Géorgie
- Batoumi : Batumi International Art House Film Festival
- Tbilissi : Festival international du film de Tbilissi

### Grèce
- Athènes : 
  - Festival du film francophone de Grèce
  - Ethnofest
- Thessalonique : Festival international du film de Thessalonique

## H
- Haut – A
- B
- C
- D
- E
- F
- G
- H
- I
- J
- K
- L
- M
- N
- O
- P
- Q
- R
- S
- T
- U
- V
- W
- X
- Y
- Z

### Haïti
- Jacmel : Festival film Jakmèl

## I
- Haut – A
- B
- C
- D
- E
- F
- G
- H
- I
- J
- K
- L
- M
- N
- O
- P
- Q
- R
- S
- T
- U
- V
- W
- X
- Y
- Z

### Inde
- Calcutta : Festival de films de Calcutta (Kolkata International Film Festival)

### Iran
- Téhéran : Festival du film de Fajr
- Téhéran : Festival international du court métrage de Téhéran

### Irlande
- Dublin : Festival international du film de Dublin

### Islande
- Reykjavik : Festival International du Film de Reykjavík

### Italie
- Amantea : La Guarimba International Film Festival
- Aoste : Strade del Cinema, Festival international de cinéma muet mis en musique
- Bari : Bari International Film Festival
- Bergame : Bergamo Film Meeting
- Carbonia : Carbonia Film Festival
- Ceccano : Dieciminuti Film Festival
- Courmayeur : Festival du film noir de Courmayeur en décembre
- Florence : Festival du film français de Florence
- Giffoni : Festival du film de Giffoni
- Milan : Festival du cinéma d'Afrique, d'Asie et d'Amérique latine
- Rome :
  - Abstracta cinema
  - Festival international du film de Rome
  - Festival Rendez-vous avec le Cinéma français à Rome
- Turin :
  - Festival du film de Turin
  - Festival du film gay et lesbien de Turin
  - Eurorama, One Europe of peoples in ethnographic film festivals
- Venise : Mostra de Venise

## J
- Haut – A
- B
- C
- D
- E
- F
- G
- H
- I
- J
- K
- L
- M
- N
- O
- P
- Q
- R
- S
- T
- U
- V
- W
- X
- Y
- Z

### Japon
- Hiroshima : Festival international du film d'animation d'Hiroshima
- Tokyo :
  - Festival international du film de Tokyo
  - Prix du Film du Tokyo Sports
  - Rainbow Reel Tokyo
  - Tokyo Filmex
- Osaka : Osaka European Film Festival
- Yamagata : Festival international du documentaire de Yamagata
- Yokohama : 
  - Festival du film de Yokohama
  - Festival du film français au Japon
- Yubari : Festival international du film fantastique de Yubari

### Jersey
- Saint-Hélier : Festival Branchage

## K
- Haut – A
- B
- C
- D
- E
- F
- G
- H
- I
- J
- K
- L
- M
- N
- O
- P
- Q
- R
- S
- T
- U
- V
- W
- X
- Y
- Z

### Kazakhstan
- Almaty : Festival international eurasien du cinéma
- Astana : Festival du cinéma français et kazakhstanais Reflets d'Astana

### Kenya
- Nairobi : Festival international du film du Kenya

## L
- Haut – A
- B
- C
- D
- E
- F
- G
- H
- I
- J
- K
- L
- M
- N
- O
- P
- Q
- R
- S
- T
- U
- V
- W
- X
- Y
- Z

### Lettonie
- Riga :
  - Lielais Kristaps
  - Festival de cinéma Arsenāls
  - Riga Pasaules Film Festival

### Liban
- Beyrouth :
  - Festival de Film de Beyrouth
  - Festival du film libanais de Beyrouth
  - Festival International du Film de la Résistance Culturelle

### Luxembourg
- Dans différentes villes : CinEast
- Luxembourg : Luxembourg City Film Festival,
- Luxembourg : International Short Film Festival of Luxembourg,

## M
- Haut – A
- B
- C
- D
- E
- F
- G
- H
- I
- J
- K
- L
- M
- N
- O
- P
- Q
- R
- S
- T
- U
- V
- W
- X
- Y
- Z

### Macédoine du Nord
- Bitola : Festival international du film des frères Manaki
- Kratovo : Kratfest : International Festival of Ethnological Documentary Films

### Maroc
- Agadir : Festival international du film documentaire
- Casablanca :
  - Festival des films du monde
  - Festival Casa-Ciné
- Khouribga : Festival du cinéma africain de Khouribga
- Marrakech : Festival international du film de Marrakech
- Meknès : Festival international du cinéma d'animation de Meknès
- Oujda :
  - Festival du film maghrebin
  - Festival méditerranéen cinéma et immigration
- Rabat, Fès et Marrakech : Journées du cinéma iranien
- Rabat :
  - Festival du court métrage marocain de Rabat
  - Festival international du film d'auteur de Rabat
- Safi: Festival du film francophone
- Salé : Festival international du film de femmes de Salé
- Tanger :
  - Festival du court métrage méditerranéen de Tanger
  - Festival national du film de Tanger
- Taroudannt :Festival international de Taroudannt du court métrage primé du grand prix
- Tétouan : Festival international des cinémas méditerranéens de Tétouan

### Mexique
- Guadalajara : Festival international du film de Guadalajara (FICG)
- Guanajuato et San Miguel de Allende : Festival international du film Expresión en Corto
- Los Cabos : Festival international du film de Los Cabos (en)
- Mexico :
  - Festival international de cinéma contemporain de Mexico
  - Mexico International Film Festival
- Oaxaca de Juárez : Oaxaca FilmFest (en)

## N
- Haut – A
- B
- C
- D
- E
- F
- G
- H
- I
- J
- K
- L
- M
- N
- O
- P
- Q
- R
- S
- T
- U
- V
- W
- X
- Y
- Z

### Norvège
- Bergen
  - Festival international du film de Bergen
  - Festival norvégien des médias « Gullruten »
- Fredrikstad : Festival du film d’animation de Fredrikstad
- Haugesund : Festival international du film norvégien de Haugesund
- Kristiansand
  - Festival international du cinéma pour enfants de Kristiansand
  - Festival « FilmQuart »
- Lillehammer : Festival « Amandus » des jeunes cinéastes
- Oslo
  - Festival international de cinéma d’Oslo
  - Film fra Sør (Cinéma du Sud)
  - Festival norvégien du court métrage
  - Festival du cinéma homosexuel
- Trondheim
  - Festival du court métrage Minimalen
  - Festival international de cinéma de Trondheim
- Tromsø : Festival international de cinéma de Tromsø
- Volda : Festival norvégien du film documentaire

### Nouvelle-Zélande
| Nom                                                                                     | Nom original / international                             | Ville                                            | Création | Détails                                                                                        | Site officiel |
| --------------------------------------------------------------------------------------- | -------------------------------------------------------- | ------------------------------------------------ | -------- | ---------------------------------------------------------------------------------------------- | ------------- |
| Festival international du film de Nouvelle-Zélande (en)                                 | (en) New Zealand International Film Festival (NZIFF)     | Auckland, Wellington, Dunedin et Christchurch... | 1970     | Plus ancien festival de Nouvelle-Zélande                                                       |               |
| Festival international du film documentaire de Nouvelle-Zélande ou « Documentary Edge » | (en) International Documentary Film Festival New Zealand | Auckland, Wellington, Dunedin et Christchurch... | 2005     | Festival de films documentaires                                                                |               |
| Festival du court métrage Show Me                                                       | (en) Show Me Shorts Film Festival                        | Auckland, Wellington, Dunedin et Christchurch    | 2005     | Festival de courts métrages ; premier et unique festival trans-Tasman (australo-néo-zélandais) |               |
| Festival du court métrage Big Mountain                                                  | (en) Big Mountain Short Film Festival                    | Ohakune                                          | 2006     | Festival de courts métrages ; la dernière édition a eu lieu en 2010                            |               |
| Festival du film Reel Brazil                                                            | (en) Reel Brazil Film Festival                           | Auckland, Wellington et Queenstown               | 2009     | Festival célébrant le cinéma brésilien                                                         |               |
| Festival du film allemand de Nouvelle-Zélande                                           | (en) German Film Festival New Zealand                    | Auckland, Wellington, Dunedin et Christchurch    | 2009     | Festival célébrant le cinéma allemand                                                          |               |

## O
- Haut – A
- B
- C
- D
- E
- F
- G
- H
- I
- J
- K
- L
- M
- N
- O
- P
- Q
- R
- S
- T
- U
- V
- W
- X
- Y
- Z

### Oman
- Mascate : Festival international du film de Mascate (MIFF)

### Ouzbékistan
- Tashkent : Tashkent Film Festival , festival de films africains, asiatiques et sud américains (1968-1988)

## P
- Haut – A
- B
- C
- D
- E
- F
- G
- H
- I
- J
- K
- L
- M
- N
- O
- P
- Q
- R
- S
- T
- U
- V
- W
- X
- Y
- Z

### Pays-Bas
- Amsterdam : Festival international du film documentaire d'Amsterdam (IDFA)
- Amsterdam : Festival du film fantastique d'Amsterdam (AFFF)
- Rotterdam : Festival international du film de Rotterdam (IFFR).
- Utrecht : Festival du cinéma néerlandais d'Utrecht (NFF)
- Leyde : Festival international du film de Leyde (en) (LIFF)
- Festivals itinérants :
  - Festival itinérant du film iranien (en)
  - Platina Film (en)

### Pologne
- Cracovie
  - Festival international du film Etiuda & Anima (2 sections : cinéma d'animation, films de fin d'études, généralement en novembre)
  - Festival du film de Cracovie (centré sur les documentaires et les courts métrages, généralement fin mai ou début juin)
  - Festival international du cinéma indépendant PKO Off Camera (centré sur les jeunes réalisateurs présentant leur premier long métrage, en avril ou en mai)
  - Festival de musique de film de Cracovie, associant musique live de grandes formations sous la baguette de grands chefs d'orchestre et projection de films, fin septembre)
  - Festival du film polonais de Gdynia
- Koszalin : Festival du film européen de Koszalin
- Łódź, Toruń, Bydgoszcz
  - Plus Camerimage
- Varsovie
  - Festival international du film de Varsovie (Warszawski Międzynarodowy Festiwal Filmowy) en octobre
- Wrocław
  - T-Mobile Nouveaux Horizons, en juillet/août
  - American Film Festival, organisé par Nouveaux Horizons, en octobre

### Portugal
- Estoril : Festival du film d'Estoril
- Porto : Fantasporto
- Setúbal : Festival international du film de Tróia

## R
- Haut – A
- B
- C
- D
- E
- F
- G
- H
- I
- J
- K
- L
- M
- N
- O
- P
- Q
- R
- S
- T
- U
- V
- W
- X
- Y
- Z

### République tchèque

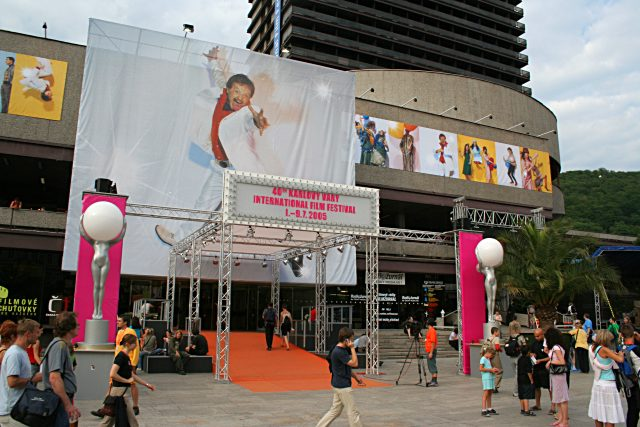
L'entrée du festival de Karlovy Vary.

- Bohême-du-Sud : Festival international du film d'écologie
- Chotěboř : Festival du film d'imagination et science-fiction
- Karlovy Vary : Festival international du film de Karlovy Vary
- Jihlava : Festival international du documentaire de Jihlava
- Olomouc : Festival international du documentaire scientifique
- Plzeň : Finále - Festival du film tchèque
- Prague : 
  - Anthropofest, International Festival of Movies with Social Anthropological Themes
  - Febiofest (en), festival international du film de Prague
  - Festival Jeden Svět (One World, Un Monde) - Festival du film documentaire sur les droits de l'homme
  - Mezipatra, Festival du film gay, lesbien et trans-sexuel , également à Brno
  - Techfilm (cs) : Festival du film scientifique
- Teplice nad Metují : Festival international du film d'alpinisme
- Třeboň : Anifilm - Festival international du film d'animation
- Zlín : Festival international du film pour les enfants et la jeunesse

### Roumanie
- Bucarest : Festival du film français de Bucarest
- Cluj-Napoca :
  - Festival international du film de Transylvanie
  - Soirées du film gay de Cluj-Napoca (Serile Filmului Gay de Cluj-Napoca,
- Sfântu Gheorghe : Anonimul International Independent Film Festival
- Sibiu : Festival international du film documentaire Astra

### Royaume-Uni
- (à travers le pays) : Festival du film français UK
- Birmingham : Festival du Film de Birmingham
- Bristol : Encounters Short Film and Animation Festival
- Édimbourg : Festival international du film d'Édimbourg
- Glasgow : Festival du film de Glasgow
- Iver : Lift-Off Global Network
- Londres : 
  - Festival du film de Londres
  - London Lesbian and Gay Film Festival
  - International Festival of Ethnographic Film (Royal Anthropological Institute)
  - Festival de Raindance
  - Royal Film Performance
- Wolverhampton: Deaffest
- South Uist : Festival des médias celtiques de South Uist

### Russie
- Moscou : 
  - Festival international du film de Moscou
  - Festival international d'anthropologie visuelle de Moscou
- Saint-Pétersbourg : Festival international du film Kino Forum de Saint-Pétersbourg
- Sotchi : Festival Kinotavr
- Vladivostok : Festival Les Méridiens du Pacifique
- Vologda : Vologda Independent Cinema from European Screens (VOICES)
- Vyborg : Festival Fenêtre sur l'Europe

## S
- Haut – A
- B
- C
- D
- E
- F
- G
- H
- I
- J
- K
- L
- M
- N
- O
- P
- Q
- R
- S
- T
- U
- V
- W
- X
- Y
- Z

### Sénégal
- Dakar : Festival international du film de quartier de Dakar*  Dakar :  Festival DAKAR COURT : Festival international du Court métrage de Dakar Fondé par le cinéaste Moly KANE Poulain d'or de yennenga 2021 Fespaco.

### Serbie
- Belgrade : 
  - Festival international du film de Belgrade
  - International Festival of Ethnological Film
- Küstendorf : Festival international du film et de la musique de Küstendorf

### Singapour
- Singapour : Festival international du film de Singapour

### Slovaquie
- Bratislava :
  - Festival international du film de Bratislava
  - Biennale d'animation de Bratislava (BAB) ou Festival international de films d'animation pour enfants

### Slovénie
- Ljubljana :
  - Days of Ethnographic Film

### Suède
- Stockholm : Festival international du film de Stockholm

### Suisse
- Bienne : Festival du film français d'Helvétie
- Fribourg : Festival international de films de Fribourg
- Genève[4] :
  - Geneva International Film Festival (GIFF)
  - Black Movie, Festival international de films indépendants
  - Animatou, Festival international du film d'animation
  - Festival du Film et Forum international sur les Droits humains (FIFDH)
  - FILMAR en América Latina
  - Festival international du film oriental de Genève (FIFOG)
  - Everybody's Perfect, Geneva International Queer Film Festival
  - Palestine, Filmer c’est exister (PFCE)
- Lausanne :
  - Rencontres 7e Art Lausanne (r7al)
  - Lausanne Underground Film and Music Festival
  - Festival international du film pour l'énergie (FIFEL) - (fondé en 1986)
  - Festival cinémas d'Afrique
- Lausanne-Prilly : Ciné Festival
- Les Diablerets : Festival du film des Diablerets
- Locarno : Festival international du film de Locarno
- Neuchâtel : Festival international du film fantastique de Neuchâtel
- Nyon : Visions du réel
- Soleure : Journées cinématographiques de Soleure
- Vevey : Vevey International Funny Film Festival

## T
- Haut – A
- B
- C
- D
- E
- F
- G
- H
- I
- J
- K
- L
- M
- N
- O
- P
- Q
- R
- S
- T
- U
- V
- W
- X
- Y
- Z

### Taïwan
- Taipei :
  - Festival international du film documentaire de Taïwan (en) (TIDF, depuis 1998 -
  - Festival du film de Taipei (depuis 1998), successeur de Women Make Waves.
  - Golden Horse Film Festival and Awards

### Thaïlande
- Bangkok :
  - Bangkok Film Festival[Lequel ?]
  - Festival international du film de Bangkok (depuis 2003
  - Festival mondial du film de Bangkok (depuis 2003)

### Tunisie
- Kélibia :
  - Festival international du film amateur de Kélibia (FIFAK)
- Tunis :
  - Journées cinématographiques de Carthage
  - Rencontres cinématographiques de Hergla
  - Doc à Tunis - Festival du film documentaire de Tunis: Voix du Regard
  - Festival International Cinéma Costumes et Mode
  - Festival du Film Maghrébin de Nabeul
  - Les Journées du Documentaires de Douz DOUZ DOC DAYS
  - Rencontres du Cinéma indépendant américain de Tunis
  - Le Printemps Russe en Tunisie, Les journées du cinéma Russe en Tunisie ,
  - Festival international du film des droits de l'Homme Tunis
  - Les Journées du Cinéma des Droits et des Libertés
  - Festival Cinéma de la PAIX ?

### Turquie
- Ankara :

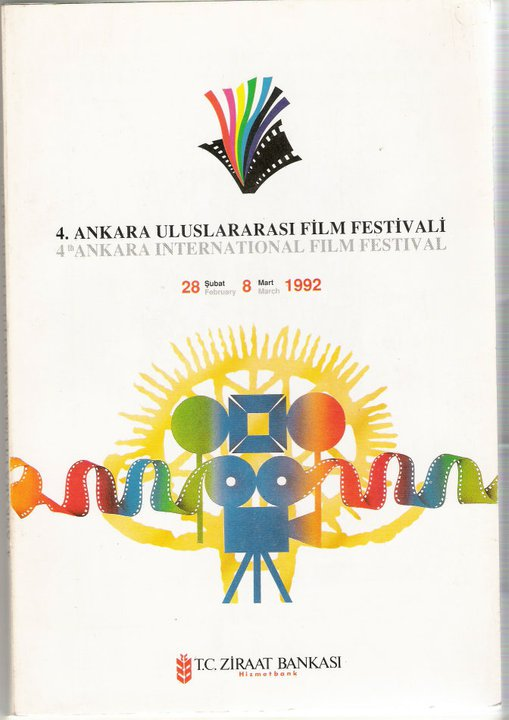
Affiche du Festival du film d'Ankara 1992.

  - Festival international du film d'Ankara
  - Festival international du film de femmes d'Ankara
- Antalya : Festival international du film d'Antalya en octobre
- Istanbul :
  - Festival international du film d'Istanbul
  - Festival international du cinéma indépendant d'Istanbul
  - Festival du film gay et lesbien d'Istanbul
- Malatya
  - Festival international du film de Malatya

## U
- Haut – A
- B
- C
- D
- E
- F
- G
- H
- I
- J
- K
- L
- M
- N
- O
- P
- Q
- R
- S
- T
- U
- V
- W
- X
- Y
- Z

### Ukraine
- Kiev :
  - DocuDays UA, festival international du film documentaire sur les droits de l'homme
  - Festival international du film de Kiev Molodist
  - KROK International Animated Films Festival (en)
  - Festival Stojary
- Kiev, Odessa, Kharkiv : Dok-Maidan Festival
- Odessa : Festival international du film d'Odessa

### Uruguay
- Montevideo : Festival Cinematográfico Intenacional del Uruguay

## V
- Haut – A
- B
- C
- D
- E
- F
- G
- H
- I
- J
- K
- L
- M
- N
- O
- P
- Q
- R
- S
- T
- U
- V
- W
- X
- Y
- Z

### Venezuela
- Festival du cinéma latino-américain et caribéen de Margarita (Festival de Cine Latinoamericano y Caribeño de Margarita)
- Festival du cinéma vénézuélien (Festival del Cine Venezolano)
- CaracasDoc (es)

## Z
- Haut – A
- B
- C
- D
- E
- F
- G
- H
- I
- J
- K
- L
- M
- N
- O
- P
- Q
- R
- S
- T
- U
- V
- W
- X
- Y
- Z

### Zimbabwe
- Harare : Festival international du film du Zimbabwe